# Ханські ярлики на українські землі
Ярлики ханські на українські землі кінця 14 — середини 16 ст. — специфічний вид офіційних актів Золотої Орди та Кримського ханату, що сформувався внаслідок договірних (союзницьких) відносин з Великим князівством Литовським і Королівством Польським. Збереглися у складі Литовської метрики.
За змістом ханські ярлики на українські землі близькі до ханських ярликів-пожалувань (жалуваних грамот).
Відсутність у початковому протоколі нотифікації зближує їх з ярликами-посланнями («листами»), а наявність з початком 16 ст. умов, на яких ґрунтувалися литовсько-польсько-кримські союзи, — з договірними грамотами («докончаннями»). Основний зміст ярликів — це перелік населених пунктів і територіальних комплексів, які разом із правом збирати з них данину хани передавали у власність і під владу великих князів литовських.
Більшість названих у ярликах об'єктів локалізують на території сучасної України, а решту — на території РФ (Новгород Великий, Смоленськ, Одоїв (нині селище міського типу Тульської обл.), Курськ та ін.).

### Дослідження ярликів
Виявляти й публікувати ханські ярлики на українські землі почали ще в 1-й половині 19 ст., однак і досі цю роботу не завершено.
Найбільший внесок у вивчення ярликів на початку 20 ст. зробили троє вчених. М. Грушевський, зокрема, вірно оцінив значення цих документів, розглядаючи їх як акти, якими Тохтамиш і Хаджи-Ґерей «зреклися на користь великого князя литовського історичних прав татарської Орди на руські землі, що були колись їй підвладні». Ф. Петрунь, спираючись на джерелознавчу оцінку М.Грушевського, виділив у складі ханських ярликів на українські землі традиційну основу і локалізував значну кількість названих у ній об'єктів. А. Прохаска розглянув політичні обставини укладення союзу між великим князем литовським Вітовтом і ханом Тохтамишем, зв'язав із ним появу Тохтамишового ярлика, який датував 1397. Ці висновки здобули широке визнання. У той же час деякі сучасні дослідники ставлять під сумнів окремі положення (Тохтамишів ярлик як архетип усіх наступних документів такого роду; первинність литовсько-ординського союзу часів Вітовта і Тохтамиша).